# William Powell
Pour les articles homonymes, voir Powell.
William Powell est un acteur américain né à Pittsburgh le 29 juillet 1892, mort le 5 mars 1984 à Palm Springs, Californie, États-Unis. Il fut un des acteurs phares de la MGM et connut la consécration grâce au rôle du détective Nick Charles dans la série des Thin Man, aux côtés de Myrna Loy avec qui il apparut quatorze fois à l'écran, formant l'un des duos les plus populaires.

## Biographie

### Enfance
William Horatio Powell, enfant unique, est né à Pittsburgh, en Pennsylvanie, le 28 juillet 1892. En 1907, il déménagea avec sa famille à Kansas City dans le Missouri. Diplômé de la Central High School en 1912. Il commença sa carrière sur les planches en 1912 à New York et affirma peu à peu son talent.
Il fit ses débuts au cinéma en 1922, aux côtés de John Barrymore dans Sherlock Holmes puis dans Sur les marches d'un trône qui fut considéré comme l'un des films les plus coûteux . En 1924, il signa avec la Paramount un contrat qui lui permit de jouer dans plusieurs films policiers. Il apparut dans La Rafle de Josef von Sternberg et Crépuscule de gloire.

### Années 1930 et gloire
Durant cette période, William Powell joua dans plusieurs comédies et comédies policières : Ladies' Man de Lothar Mendes, Voyage sans retour de Tay Garnett, Meurtre au chenil de Michael Curtiz et Les Pirates de la mode de William Dieterle. Divorcé d'Eileen Wilson depuis 1930, il épousa Carole Lombard en 1931. Une union qui aboutit à un nouveau divorce en 1933. Il manifesta une lassitude à interpréter les mêmes rôles .

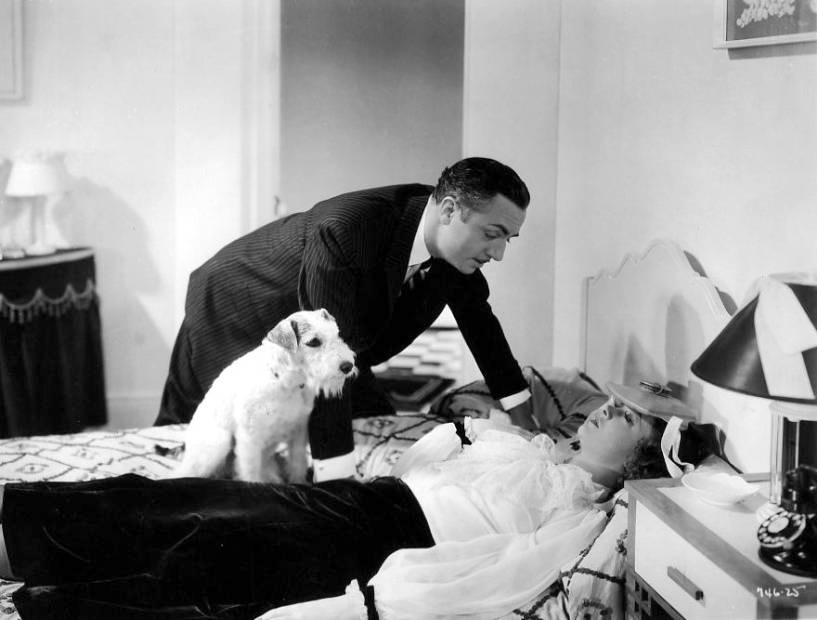
William Powell et Myrna Loy dans L'Introuvable

En 1934, il fut opposé dans L'Ennemi public no 1 à Clark Gable et pour la première fois à Myrna Loy dans un film de gangsters. Le film qui est un succès  resta avant tout célèbre pour avoir coûté la vie au gangster John Dillinger qui amoureux de Loy sortit de sa cachette pour voir le film à Chicago. La même année dans L'Introuvable, une comédie policière de W.S. Van Dyke, d'après un roman de Dashiell Hammett où il interpréta le rôle du détective Nick Charles aux côtés de Myrna Loy qui joua le rôle de son épouse Nora Charles. Le film fut un succès immense et révéla le talent de l'acteur dans le registre de la comédie. Avec Myrna Loy, il forma l'un des couples les plus populaires à l'écran et apparut avec elle, au total, dans quatorze films dont six de la série des Thin Man. En effet, le succès de ce film donna lieu à cinq autres films avec le duo. À l'écran, leur alchimie fut si parfaite que le public crut que les deux acteurs étaient réellement mariés. Le personnage de Nick Charles lui permit de faire la transition avec celui de Philo Vance, détective célibataire, qu'il interpréta au début des années 1930 dans des films comme Meurtre au chenil ,.
La même année, il la retrouva dans Le Témoin imprévu de William K. Howard, dans un registre dramatique où le thème de l'adultère était évoqué. Durant l'automne 1935, la MGM tenta de réunir le duo dans une série B policière On a volé les perles Koronoff dans laquelle il devait interpréter un agent du FBI. À la suite d'une indisponibilité de William Powell, la production le remplaça par Spencer Tracy qui effectua ses débuts avec la MGM et qui profita du tournage pour entamer une liaison amoureuse avec Myrna Loy,. La même année, il joua dans Imprudente Jeunesse (Reckless) de Victor Fleming avec Jean Harlow. William Powell parvint à convaincre l'actrice de jouer avec lui alors qu'elle avait refusé de prendre part à la production. Les deux acteurs s'éprirent l'un de l'autre. William Powell vécut une histoire d'amour intense avec la comédienne.

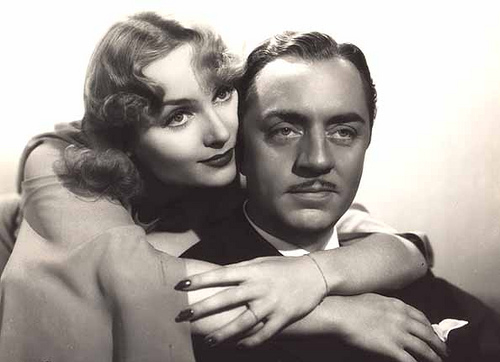
Carole Lombard et William Powell dans Mon homme Godfrey

Il retrouva Myrna Loy en 1936 dans Le Grand Ziegfeld, où il interpréta le rôle de Florenz Ziegfeld, le célèbre producteur américain et Une fine mouche avec une affiche prestigieuse Jean Harlow-William Powell-Myrna Loy-Spencer Tracy. Un tournage estival qui devait symboliser la joie de vivre comme le démontre la bande annonce où les quatre stars marchent côte-à-côte . Le film est aussi un chassé-croisé amoureux où les couples à l'écran - Powell-Loy et Tracy-Harlow - se mélangeaient en dehors du tournage. Derrière les caméras, William Powell et Jean Harlow, avec qui il s'était fiancé, filaient le parfait amour, alors que sa partenaire Myrna Loy est elle-même engagée dans une liaison sérieuse avec Spencer Tracy, poursuivant celle commencée un an plus tôt ,.
L'année suivante, William Powell fut frappé d'un drame : sa fiancée Jean Harlow mourut des suites d'une maladie. Il fleurira sa tombe et restera marqué par cet événement. Il poursuivit sa carrière cinématographique et continua la série des Thin Man: Nick, gentleman détective (1936), Nick joue et gagne (1939) et d'autres comédies. On lui diagnostiqua un cancer qu'il parvint à vaincre au terme d'un long traitement au radium .

### Années 1940 et fin de carrière
À partir de cette période, la carrière de William ralentit. En 1940, il épousa l'actrice Diana Lewis : le couple resta uni jusqu'à la mort de l'acteur. Il clôtura la série des Thin Man avec Rendez-vous avec la mort (1941), L'introuvable rentre chez lui (1944) et Meurtre en musique (1947). Ce dernier film marque définitivement la fin de la collaboration William Powell-Myrna Loy à l'écran. Désirant jouer dans des productions indépendantes, Myrna Loy elle-même ralentit sa carrière, préférant s'impliquer davantage auprès de l'UNESCO tout en poursuivant clandestinement et intensément sa liaison amoureuse dans les bras de son amant Spencer Tracy,,,,.  
Il joua encore dans des films comme Ziegfeld Follies (1946) de Vincente Minnelli, Mon père et nous (1947) de Michael Curtiz, It's a Big Country (1951) de Charles Vidor, Comment épouser un millionnaire (1953) de Jean Negulesco et Permission jusqu'à l'aube (1955) de John Ford. À l'issue de ce film, il prit sa retraite.
William Powell a été marié trois fois : avec Eileen Wilson (1915-1930) (divorce - un enfant), avec Carole Lombard (1931-1933) (divorce) et avec Diana Lewis (1940-1984) avec laquelle il resta marié jusqu'à sa mort en 1984. Il eut également une relation avec Jean Harlow avec laquelle il se fiança en 1936 mais ils ne purent se marier en raison de la mort de l'actrice en 1937.
William Powell est décédé à Palm Springs, en Californie, le 5 mars 1984, à l'âge de 91 ans, d'une insuffisance cardiaque, près de 30 ans après sa retraite. Il est enterré au Desert Memorial Park de Cathedral City, en Californie, près de sa troisième épouse Diana Lewis et de son unique enfant, son fils William David Powell.

## Récompenses et distinctions
- Nominations aux Academy Awards pour le meilleur acteur :
  - 1934 : L'Introuvable.
  - 1936 : Mon homme Godfrey.
  - 1948 : Mon père et nous.
- Une étoile sur Hollywood Walk of Fame.

## Filmographie partielle

### Comme acteur
- 1922 : Sherlock Holmes d'Albert Parker
- 1922 : Sur les marches d'un trône (When Knighthood Was in Flower) de Robert G. Vignola
- 1922 : Outcast de Chester Withey
- 1923 : Sous la robe rouge (Under the Red Robe) d'Alan Crosland
- 1923 : Le Châle aux fleurs de sang (The Bright Shawl) de John S. Robertson
- 1924 : Coureur de dot (Dangerous Money) de Frank Tuttle
- 1924 : Romola  de Henry King : Tito Melema
- 1925 : The Beautiful City de Kenneth S. Webb
- 1925 : My Lady's Lips de James P. Hogan
- 1925 : The New Commandment d'Howard Higgin
- 1926 : Aloma (Aloma of the South Seas) de Maurice Tourneur
- 1926 : Sea Horses d'Allan Dwan : Lorenzo Salvia
- 1926 : Les Dieux de bronze (Tin Gods) d'Allan Dwan
- 1926 : Beau Geste d'Herbert Brenon
- 1926 : La Roche qui tue (Desert Gold) de George B. Seitz
- 1926 : Gatsby le Magnifique (The Great Gatsby) de Herbert Brenon
- 1927 : Raymond veut se marier (Time to Love) de Frank Tuttle
- 1927 : Prince sans amour (Paid to Love) d'Howard Hawks
- 1927 : Monsieur... Mademoiselle (She's a Sheik) de Clarence G. Badger
- 1927 : Señorita de Clarence G. Badger
- 1927 : Love's Greatest Mistake d'A. Edward Sutherland
- 1928 : Interférences (Interference) de Lothar Mendes
- 1928 : Feel My Pulse de Gregory La Cava
- 1928 : Deux Honnêtes Fripouilles (Partners in Crime) de Frank R. Strayer
- 1928 : Crépuscule de gloire (The Last Command) de Josef von Sternberg
- 1928 : La Rafle (The Dragnet) de Josef von Sternberg
- 1929 : Le Meurtre du canari (The Canary Murder Case) de Malcolm St. Clair et Frank Tuttle
- 1929 : Les Quatre Plumes blanches (The Four Feathers) coréalisé avec Merian C. Cooper, Ernest B. Schoedsack et Lothar Mendes
- 1929 : L'Affaire Greene  (The Greene Murder Case), de Frank Tuttle
- 1929 : Pointed Heels de A. Edward Sutherland
- 1930 : La Rue de la chance (Street of Chance) de John Cromwell
- 1930 : For the Defense de John Cromwell
- 1930 : Sous le maquillage (Behind the Make-Up) de Robert Milton
- 1930 : The Benson Murder Case de Frank Tuttle
- 1930 : Paramount on Parade, film à sketches, réalisé entre autres par Ernst Lubitsch, Edmund Goulding, Frank Tuttle etc
- 1931 : Man of the World de Richard Wallace
- 1931 : Ladies' Man de Lothar Mendes
- 1931 : La Route de Singapour (The Road to Singapore) d'Alfred E. Green
- 1932 : High Pressure de Mervyn LeRoy
- 1932 : Jewel Robbery de William Dieterle
- 1932 : Voyage sans retour (One way passage) de Tay Garnett
- 1933 : Private Detective 62 de Michael Curtiz
- 1933 : Meurtre au chenil ou Le Mystère de la chambre close (The Kennel Murder Case) de Michael Curtiz
- 1933 : La Femme aux gardénias (Double Harness) de John Cromwell
- 1934 : Les Pirates de la mode (Fashions of 1934) de William Dieterle
- 1934 : L'Ennemi public n° 1 (Manhattan melodrama) de W.S. Van Dyke
- 1934 : L'Introuvable (The Thin Man) de W.S. Van Dyke
- 1934 : The Key de Michael Curtiz
- 1934 : Le Témoin imprévu (Evelyn Prentice) de William K. Howard
- 1935 : L'Étoile de minuit (Star of Midnight) de Stephen Roberts
- 1935 : Imprudente Jeunesse (Reckless) de Victor Fleming
- 1935 : Code secret (Rendezvous) de William K. Howard
- 1936 : Le Grand Ziegfeld (The Great Ziegfeld) de Robert Z. Leonard
- 1936 : Mon ex-femme détective (The Ex-Mrs. Bradford) de Stephen Roberts
- 1936 : Une fine mouche Libeled Lady de Jack Conway
- 1936 : Nick, gentleman détective (After the Thin Man) de W.S. Van Dyke
- 1936 : Mon homme Godfrey de Gregory La Cava
- 1937 : La Fin de Mme Cheyney (The Last of Mrs Cheyney) de Richard Boleslawski
- 1937 : Le Secret des chandeliers (The Emperor's Candlesticks) de George Fitzmaurice
- 1937 : Mariage double (Double Wedding) de Richard Thorpe
- 1938 : La Baronne et son valet (The Baroness and the Butler) de Walter Lang
- 1939 : Nick joue et gagne (Another Thin Man) de W.S. Van Dyke
- 1940 : Monsieur Wilson perd la tête (I Love You Again) de W.S. Van Dyke
- 1941 : Folie Douce (Love Crazy) de Jack Conway
- 1941 : L'Ombre de l'Introuvable (Shadow of the Thin Man) de W. S. Van Dyke
- 1942 : Carrefours (Crossroads) de Jack Conway
- 1944 : Le Corps céleste (The Heavenly Body) d'Alexander Hall
- 1945 : L'introuvable rentre chez lui (The Thin Man Goes Home) de Richard Thorpe
- 1945 : Ziegfeld Follies de Vincente Minnelli
- 1946 : The Hoodlum Saint de Norman Taurog
- 1947 : Mon père et nous (Life with father) de Michael Curtiz
- 1947 : Meurtre en musique (Song of the Thin Man) de Edward Buzzell
- 1947 : The Senator Was Indiscreet (en) de George S. Kaufman
- 1948 : Monsieur Peabody et la Sirène (Mr. Peabody and the Mermaid) d'Irving Pichel
- 1949 : Take One False Step (en) de Chester Erskine
- 1949 : Chanson dans la nuit (Dancing in the Dark) d'Irving Reis
- 1951 : It's a Big Country de Charles Vidor
- 1952 : The Treasure of Lost Canyon (en) de Ted Tetzlaff
- 1953 : La fille qui avait tout (The Girl Who Had Everything) de Richard Thorpe
- 1953 : Comment épouser un millionnaire (How to Marry a Millionaire) de Jean Negulesco
- 1955 : Permission jusqu'à l'aube (Mister Roberts) de John Ford, Mervyn LeRoy et Joshua Logan